# Pateniemi
Pateniemi (en finnois : Pateniemen kaupunginosa) est  un  quartier du district de Pateniemi de la ville d'Oulu en Finlande.

## Description
Le quartier est bordé au nord par le quartier de Herukka, au sud par le ruisseau Kuivasoja, à l'est par la route nationale 4 et à l'ouest par la baie de Botnie.
Ses voies de circulation les plus importantes sont l'actuelle Haukiputaantie (route régionale 847) et la Raitotie menant de Pateniemi à Kuivasjärvi et à la route nationale 20.
Le quartier compte 9 167 habitants (31.12.2018).

## Galerie

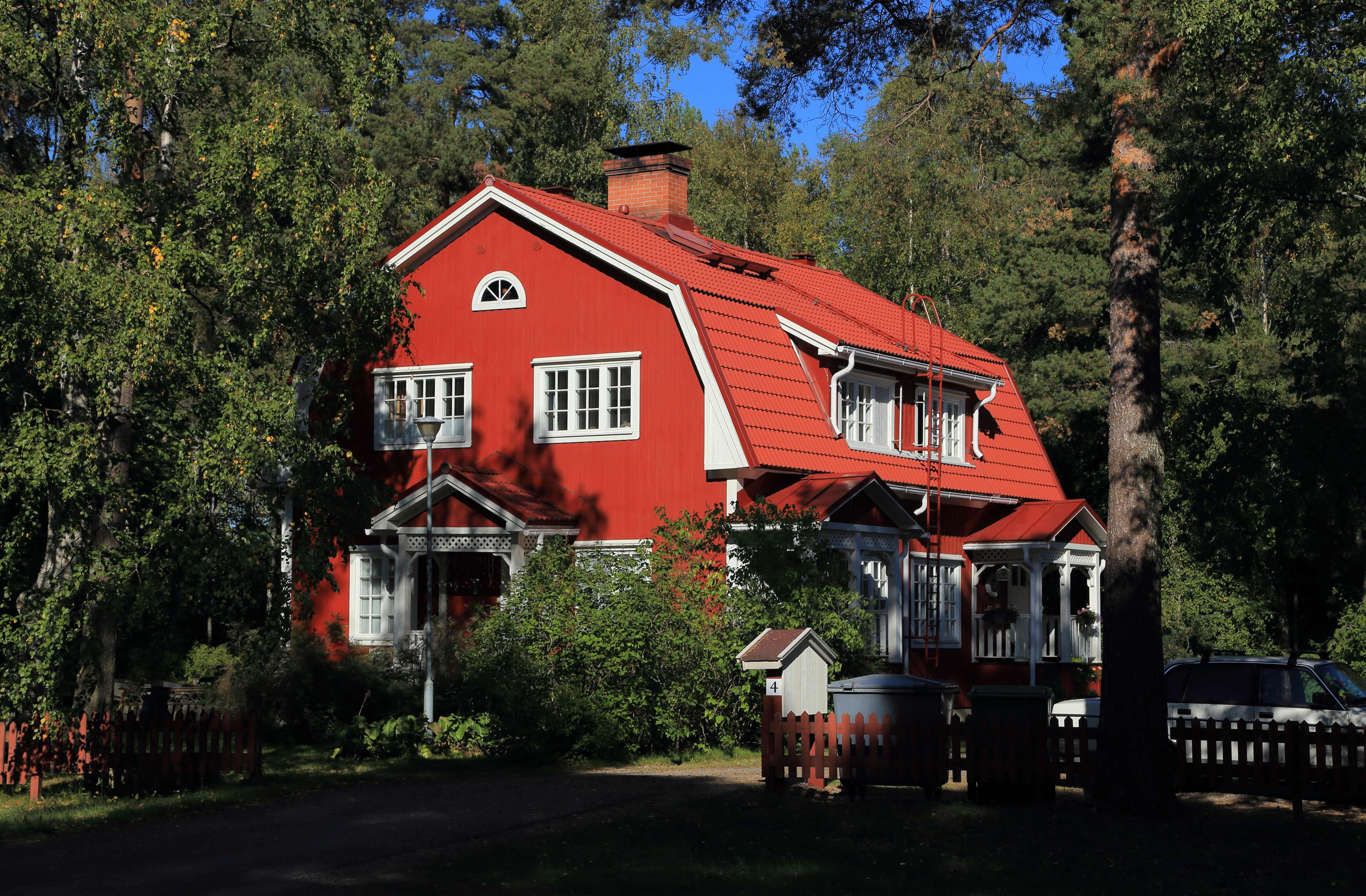
Sahantie 4.
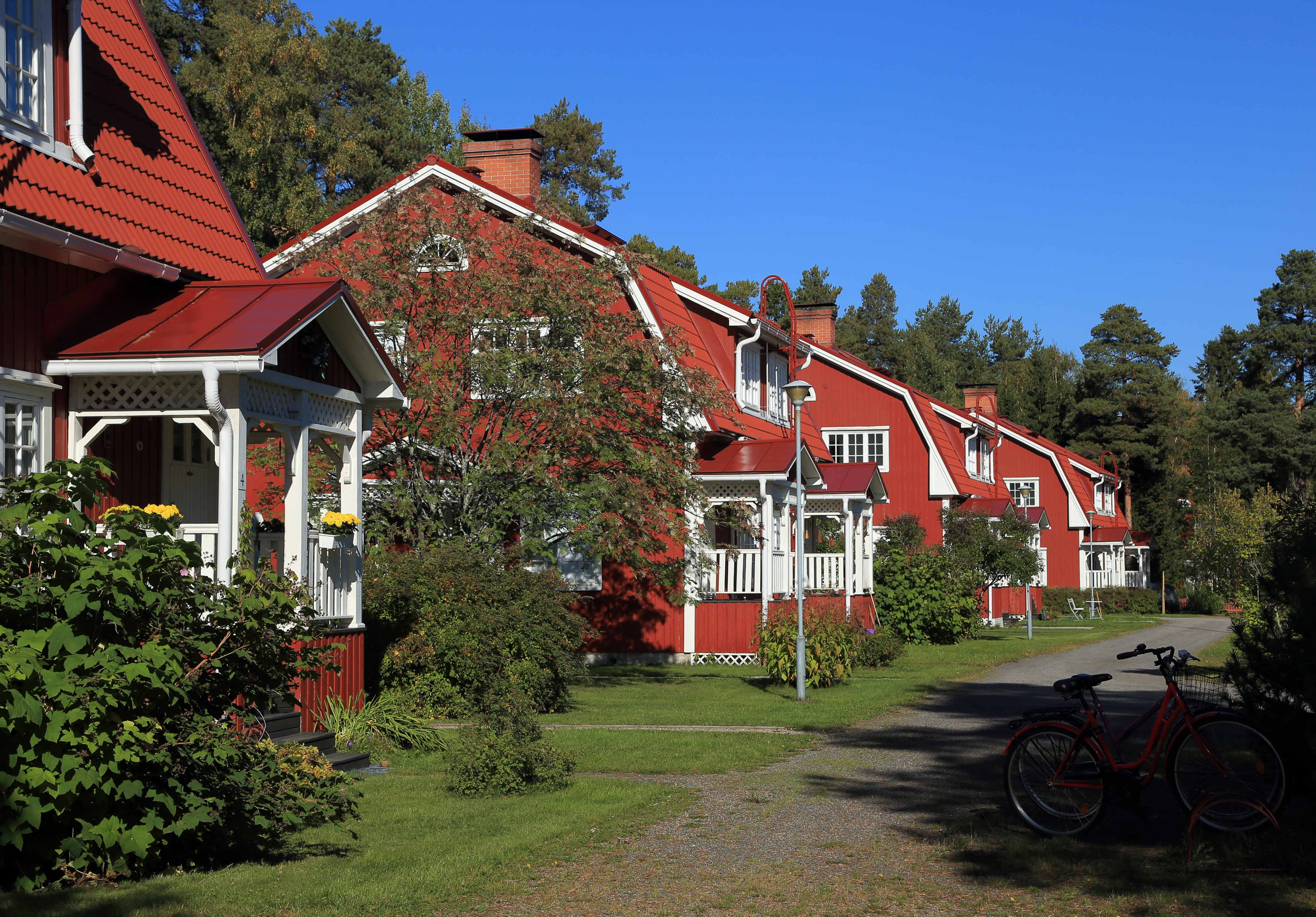
Pateniementie 94.
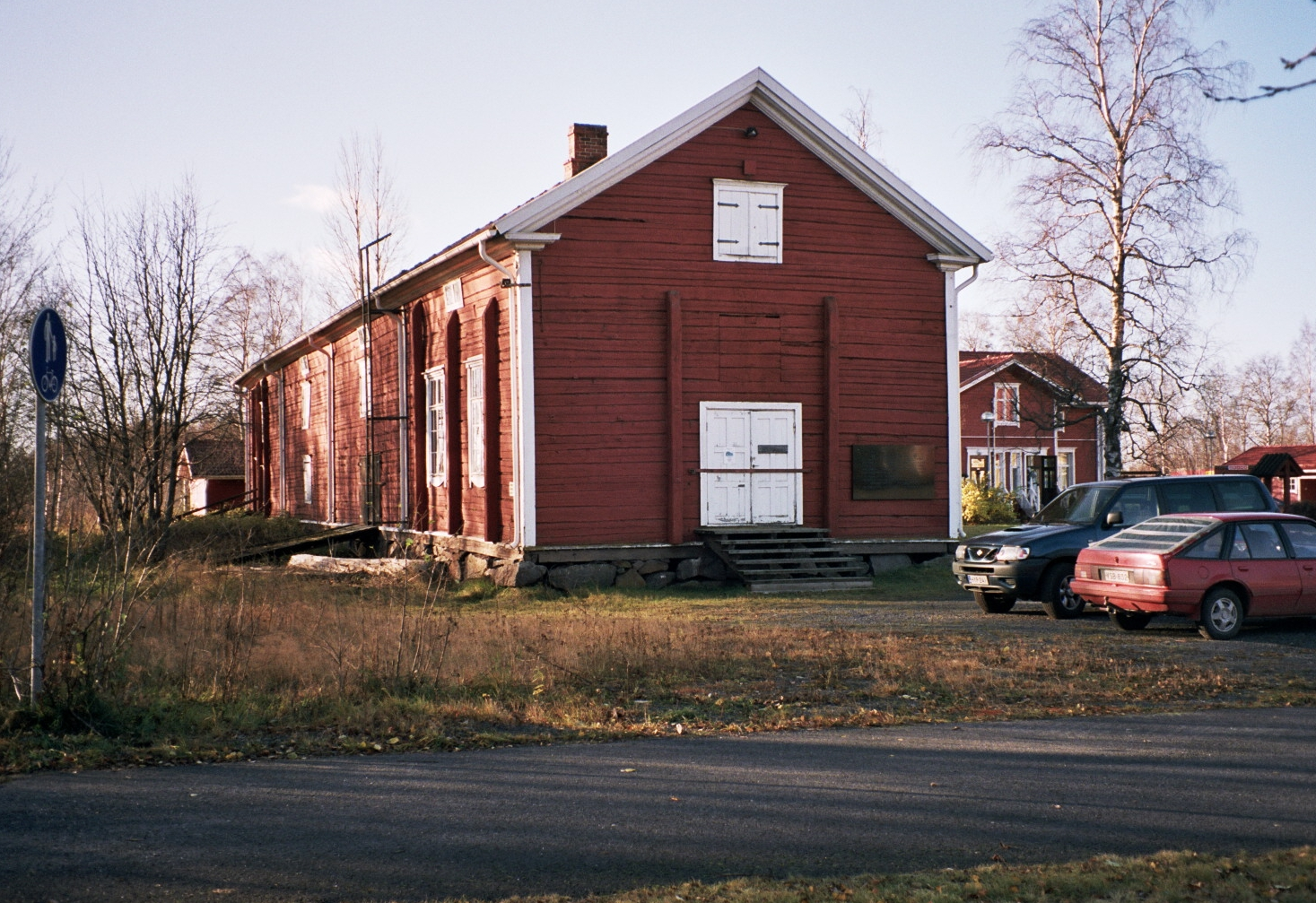
Musée de la scierie.
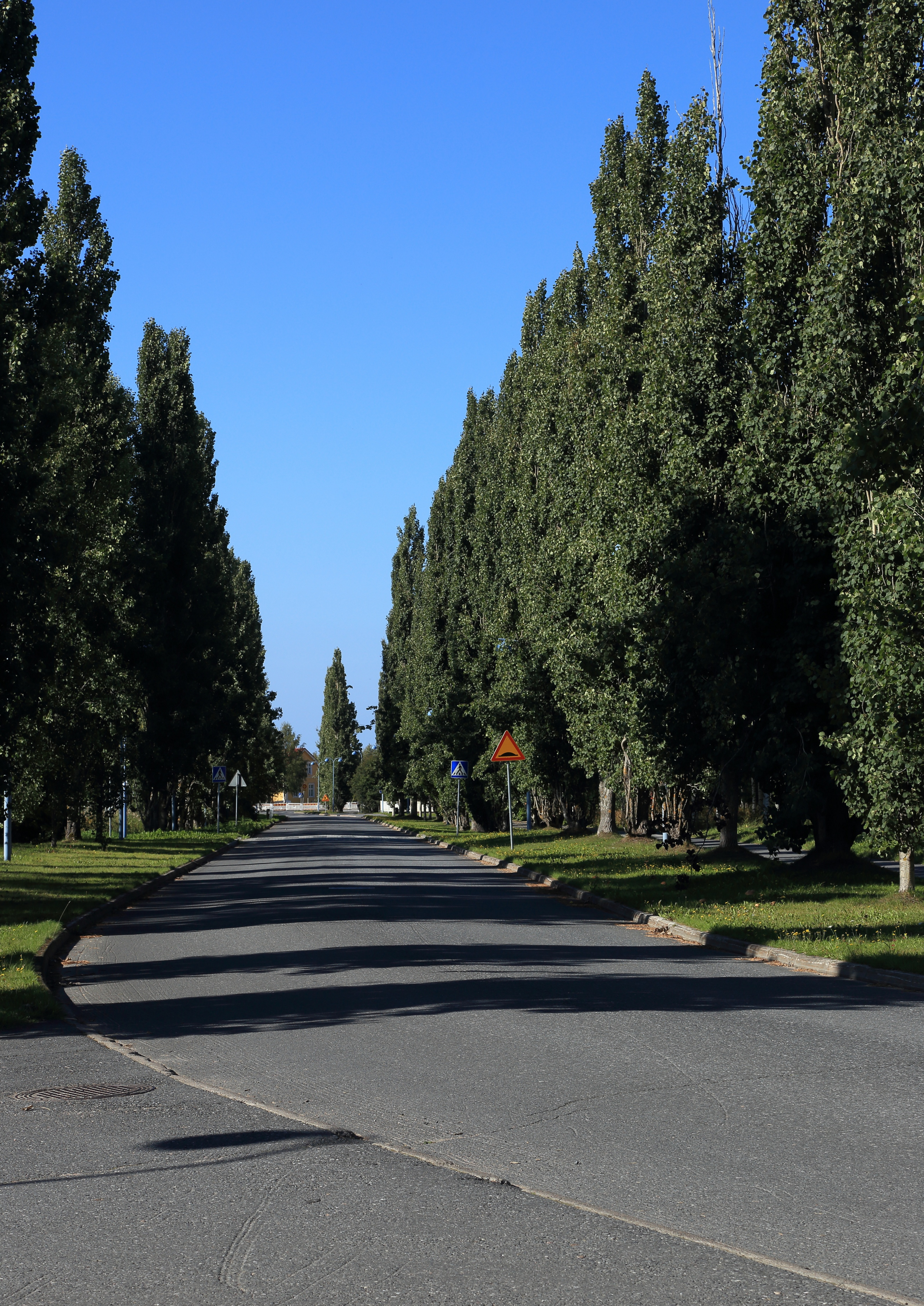
Sahantie.